# 정영아 (축구 선수)
정영아(1990년 12월 9일 ~ )는 대한민국의 축구 선수로 경주 한국수력원자력과 대한민국 대표팀의 수비수이다.

## 국제 경력
정영아는 2008년부터 2010년까지 대한민국 U-20 대표팀에서 10경기를 뛰었고 2010년 FIFA U-20 여자 월드컵에서 3위를 차지한 선수단의 일원이었다. 2013년 1월 12일 노르웨이와의 친선경기에서 국가대표 데뷔전을 치렀다.